# ماركو اندريتي
ماركو اندريتي (بالإنجليزية: Marco Andretti)‏ مواليد 13 مارس 1987 في نازاريث، بنسيلفانيا، هو سائق فورملا 1 أمريكي.

## سباقات شارك فيها
- لو مان 24 ساعة
- سلسلة إندي كار
- إنديانابوليس 500

## وصلات خارجية
- ماركو اندريتي على موقع Racing-Reference.info (الإنجليزية)
- ماركو اندريتي على موقع DriverDB.com (الإنجليزية)

- الموقع%20الرسمي